# نظام التأليف
نظام التأليف (بالإنجليزية: Authoring system)، هو برنامج يحتوي على عناصر مبرمجة مسبقا لتطوير عناوين برامج الوسائط المتعددة التفاعلية. ويمكن تعريف أنظمة التأليف بأنها برمجيات تسمح لمستخدمها بإنشاء تطبيقات الوسائط المتعددة لمعالجة كائنات الوسائط المتعددة.